# Obština Provadija
Obština Provadija (bulharsky Община Провадия) je bulharská jednotka územní samosprávy ve Varenské oblasti. Leží ve východním Bulharsku. Sídlem obštiny je město Provadija, kromě něj zahrnuje obština 24 vesnic. Žije zde přes 20 tisíc obyvatel.

## Sídla
| - Bărzica - Blăskovo - Bozvelijsko - Čajka - Čerkovna - Černook - Dobrina - Gradinarovo - Chrabrovo | - Kiten - Komarevo - Krivňa - Manastir - Nenovo - Ovčaga - Petrov Dol - Provadija (sídlo správy) - Ravna | - Slavejkovo - Snežina - Staroselec - Tutrakanci - Venčan - Zlatina - Žitnica |

## Sousední obštiny
| Růžice kompasu | Kaspičan | Vetrino           | Devňa        | Růžice kompasu |
| Růžice kompasu | Šumen    | Sever             | Avren        | Růžice kompasu |
| Růžice kompasu | Šumen    | Obština Provadija | Avren        | Růžice kompasu |
| Růžice kompasu | Šumen    | Jih               | Avren        | Růžice kompasu |
| Růžice kompasu | Smjadovo | Dălgopol          | Dolni Čiflik | Růžice kompasu |

## Obyvatelstvo
K 15. březnu 2025 v obštině žilo 21 477 obyvatel a bylo zde trvale hlášeno 23 281 obyvatel. Podle sčítání 7. září 2021 bylo národnostní složení následující:
- Bulhaři: 11 530 (70.1 %)
- Romové: 2 731 (16.6 %)
- Turci: 1 992 (12.1 %)
- ostatní[p 4]: 187 (1.1 %)

V období 2011 až 2021 v obštině ubylo 2 142 obyvatel.